# Gajan e Viladieus
Gajan e Viladieus (en francès Gaja-et-Villedieu) és un municipi francès situat al departament de l'Aude i a la regió d'Occitània.